# Табур
Табур или табор е главната структурна единица (батальон) в състава на въоръжените сили на Османската империя. 
Тактическо подразделение на редовната армия, което е предназначено да води бойни действия в състава на военна част-алай (полк). Използва се в родовете войски: пехота, кавалерия и артилерия. Съставен е от 8 бюлюка (роти). Три табура формират алай (полк).
По време на война числеността на табура е: за пехота (пияде табур) 650 щика, за кавалерия (сувари табур) 100 саби, за артилерия (топчи табур) 100 артилериста. Понякога към табура се придават временно и нередовни въоръжени лица (башибозук).  и вж. Априлско въстание.
Командва се от офицер. Войнишкият състав е въоръжен с лично стрелково и хладно оръжие. В мирно време съставът на пехотния табур е по-малък и достига до 250, а понякога и до 100 войника. Развръща се до военновременната си численост чрез мобилизация на запасни войници (редифи).